# Cataonia erubescens
Cataonia erubescens is een vlinder uit de familie grasmotten (Crambidae). De wetenschappelijke naam van deze soort is voor het eerst voorgesteld als Anthophilodes erubescens door Hugo Theodor Christoph in een publicatie uit 1877.
De soort komt voor in Spanje (vasteland), de Canarische Eilanden, Malta, Griekenland, Turkije, Israël en Turkmenistan.